# Malta na Letnich Igrzyskach Olimpijskich 1968
Maltę na Letnich Igrzyskach Olimpijskich 1968 reprezentował jeden zawodnik. Był to piąty występ reprezentacji Malty na letnich igrzyskach.

## Strzelectwo
- Joseph Grech
Skeet – 46 miejsce